# Sagalé
Sagalé es una localidad de la prefectura de Lélouma en la región de Labé, Guinea, con una población censada en marzo de 2014 de 15 521 habitantes.
Se encuentra ubicada al norte del país, cerca de la frontera con Senegal.